# 1999 CG1
1999 CG1 är en asteroid i huvudbältet som upptäcktes den 6 februari 1999 av den japanska astronomen Takao Kobayashi vid Ōizumi-observatoriet.